# IC 4501
IC 4501 је спирална галаксија у сазвјежђу Вага која се налази на листи објеката дубоког неба у Индекс каталогу.
Деклинација објекта је - 22° 24' 21" а ректасцензија 14h 47m 25,4s. Привидна величина (магнитуда) објекта IC 4501 износи 13,4 а фотографска магнитуда 14,3. IC 4501 је још познат и под ознакама ESO 580-25, MCG -4-35-9, IRAS 14445-2211, PGC 52810.